# Galileo (sonda espacial)
La misión espacial Galileo fue una misión de la agencia espacial NASA al planeta Júpiter que constaba de un orbitador y de una sonda. La misión se lanzó el 18 de octubre de 1989. La sonda penetró en la atmósfera de Júpiter el 7 de diciembre de 1995, sumergiéndose unos 200 kilómetros en el interior de la atmósfera hasta ser destruida por las altas presiones y temperaturas pero transmitiendo datos importantes de composición química y actividad meteorológica de Júpiter. El orbitador permaneció operativo recopilando datos científicos de la atmósfera de Júpiter, su campo magnético, sistema de anillos y de los principales satélites, como Ío y Europa, hasta el fin de la misión en el 2003. Entre los descubrimientos científicos principales de la misión se encuentran los resultados sobre el océano subsuperficial de Europa.

## Sonda Galileo

### Resultados científicos
La sonda Galileo constituyó la primera navegación in situ de la atmósfera de un planeta gigante. Entre los resultados más destacados obtenidos se encontró que la atmósfera joviana contenía una proporción mayor de elementos pesados como carbono, nitrógeno, neón y otros. Este resultado parecía contradecir la mayoría de modelos de formación del planeta que predecían una proporción de estos elementos parecidos a la del Sol. El enriquecimiento en elementos pesados obligó a revisar estos modelos en profundidad. Por otro lado, la sonda fue incapaz de encontrar una alta proporción de oxígeno (en forma de vapor de agua) en la atmósfera joviana. Al parecer la sonda penetró en una región particularmente activa meteorológicamente, que pudo falsear los resultados globales de las medidas de volátiles, sustancias como el agua que pueden condensar y formar nubes en la atmósfera de Júpiter.

### Características técnicas de la sonda
La sonda pesaba unos 320 kg y medía aproximadamente 1,3 m. La sonda estaba protegida por un escudo térmico capaz de soportar las altas temperaturas producidas en la entrada en la atmósfera superior de Júpiter a velocidades de hasta 69 km/s (250 000 km/h), mayores que la velocidad de escape. Tras la fase inicial de frenado aerodinámico la sonda expulsó el escudo térmico y prosiguió su descenso frenada por un paracaídas. Se enviaron datos durante aproximadamente 50 minutos a lo largo de un descenso de más de 150 km. Finalmente, a presiones en torno a 22 bar se perdió la comunicación con la sonda. Esta fue previsiblemente destruida por las altas presiones y temperaturas de la atmósfera más profunda.

## Orbitador Galileo

### Resultados científicos principales
Galileo ha contribuido sustancialmente al mayor conocimiento que tenemos del planeta Júpiter y su sistema de anillos y lunas. En particular, las estructuras observadas en la superficie helada de Europa sugieren la existencia de un océano subsuperficial de agua líquida, con connotaciones astrobiológicas importantes.

### Instrumentos y carga científica

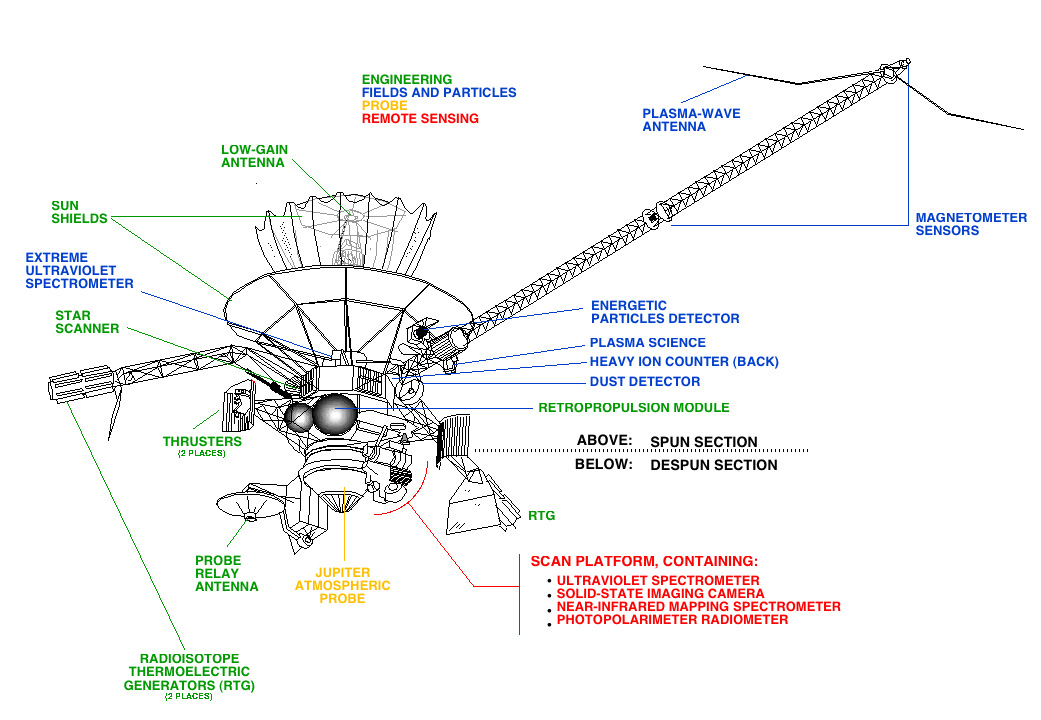
Esquema general de los diferentes instrumentos a bordo de la nave Galileo (inglés).

El orbitador Galileo contaba con un gran conjunto de instrumentos científicos.
- Sistema de detección de polvo (Dust Detector Subsystem, DDS). Detector de partículas de polvo. Estudios del ambiente poco denso de la magnetosfera.
- Detector de partículas energéticas (Energetic Particles Detector, EPD). Detector de iones y partículas de alta energía también para el estudio de la magnetosfera de Júpiter.
- Espectrómetro ultravioleta (Ultraviolet Spectrometer / Extreme Ultraviolet Spectrometer, UVS/EUV). Análisis espectral de la atmósfera de Júpiter.
- Contador de iones pesados (Heavy Ion Counter, HIC)). Destinado a captar y estudiar rayos cósmicos y otras partículas de alta energía.
- Magnetómetro (MAG). Medidas del campo magnético de Júpiter.
- Espectrómetro en el infrarrojo cercano (Near-Infrared Mapping Spectrometer, NIMS).
- Subsistema de plasma (PLS).
- Fotopolarímetro radiométrico (Photopolarimeter-Radiometer, PPR).
- Sistema medida del plasma (Plasma Wave Subsystem, PWS).
- Cámara principal: Solid State Imager (SSI). Un dispositivo CCD de 800x800 pixeles capaz de obtener imágenes de alta resolución en el rango visible del espectro de 0,4 a 1,1 micras.

## Problemas técnicos de la misión
- Fallo de la antena principal. La antena principal no logró desplegarse por un problema de congelación del lubricante del mecanismo de apertura. La misión tuvo que hacer uso de una antena secundaria limitando considerablemente su capacidad de enviar datos y reduciendo extensamente el número de observaciones que se pudieron realizar.

- Fallo de la cinta de almacenaje de datos. Galileo contaba con una cinta magnética de almacenaje de datos de 109 MB. En ella se almacenaban los resultados de las observaciones para su posterior envío a la Tierra. Al fallar la antena principal este sistema se volvió vital para el éxito de la misión. La cinta falló en diferentes ocasiones, teniendo que sacrificarse parte de los datos en algunas observaciones y cierta capacidad de la cinta.

## Trayectoria y calendario de la misión

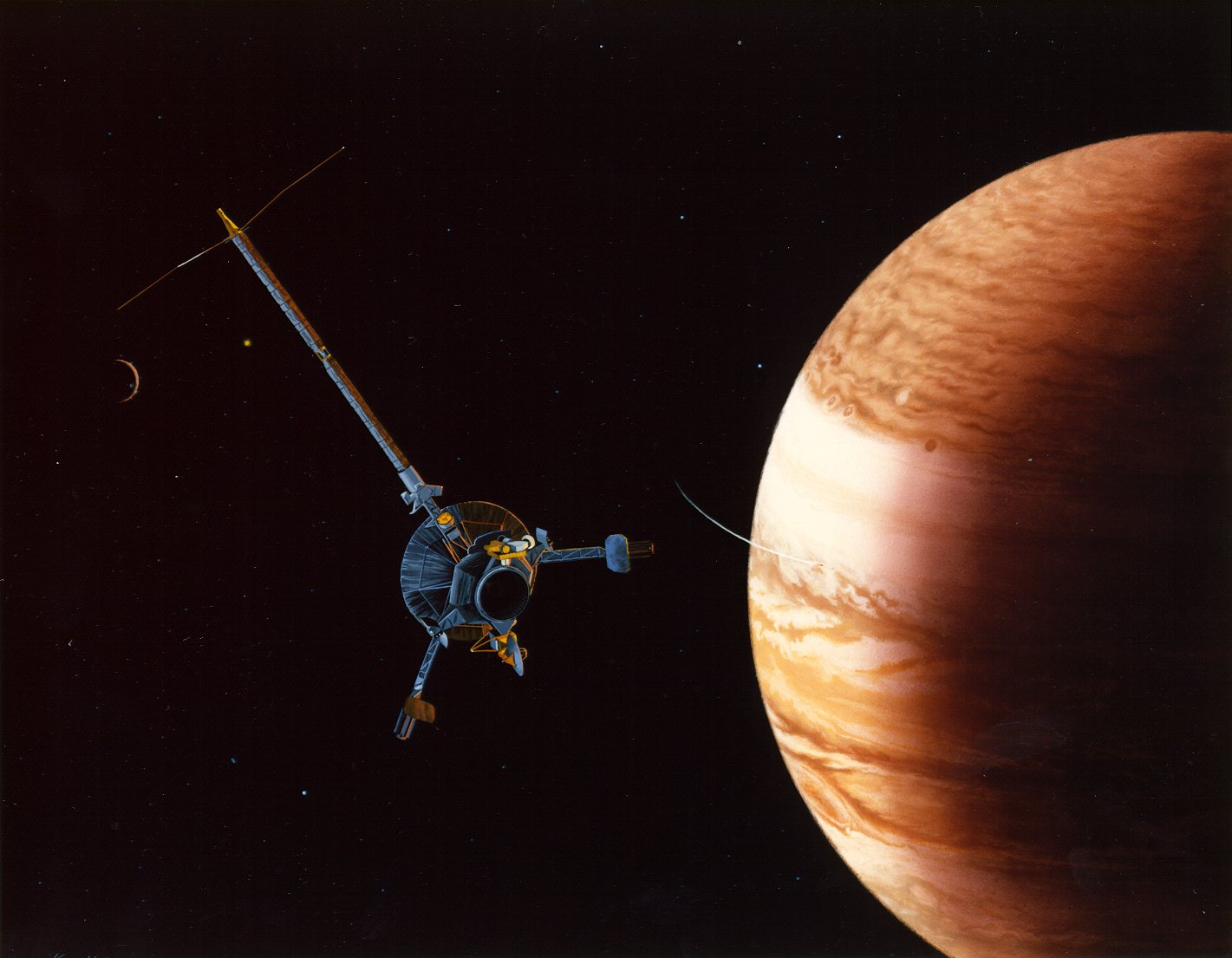
Llegada de la misión Galileo a Júpiter.

- Lanzamiento: 18 de octubre de 1989
- Sobrevuelo de Venus: 10 de febrero de 1990. Distancia: 16000 km
- Primer sobrevuelo de la Tierra: 8 de octubre de 1990. Distancia: 960 km.
- Sobrevuelo del asteroide Gaspra, 29 de octubre de 1991.
- Segundo sobrevuelo de la Tierra, 8 de diciembre de 1992. Distancia: 305 km.
- Sobrevuelo del asteroide Ida, 28 de marzo de 1993. Distancia: 2400 km. Este sobrevuelo descubre Dactyl, un satélite natural de Ida, el primer satélite de un asteroide descubierto.
- Impacto del cometa Shoemaker-Levy 9 en Júpiter. Observaciones desde el espacio entre el 16 y el 22 de julio de 1994.
- La sonda Galileo se separa del Orbitador el 13 de julio de 1995. La sonda penetra en la atmósfera de Júpiter el 7 de diciembre de ese mismo año.
- Comienzo de la misión orbital, 11 órbitas elípticas destinadas a acercarse a satélites específicos y al planeta.
- Final de la misión inicial. 7 de diciembre de 1997. Dado el considerable éxito de la misión en el estudio de los satélites jovianos, se decide extender la misión otros dos años y llamar a esta fase Galileo Europa Mission (GEM).
- La misión se prolonga una vez hasta el 2001 para coincidir con la misión Cassini/Huygens.
- Diciembre del 2000. Observaciones conjuntas por Galileo y Cassini/Huygens.
- Ante el temor de que el orbitador pudiera caer en un futuro lejano sobre el satélite galileano, la NASA decide enviar la nave en colisión con el planeta Júpiter. El 21 de septiembre del 2003 la misión Galileo finaliza sumergiéndose en la atmósfera joviana.